# Roger De Clercq
Roger De Clercq (Nederzwalm-Hermelgem, Zwalm, Flandes Oriental, 2 de setembre 1930 - 24 d'agost de 2014) va ser un ciclista belga que fou professional entre el 1954 i el 1968. Combinà el ciclisme en ruta amb el ciclocròs, però va ser en aquesta segona especialitat en la qual aconseguí els principals èxits esportius, destacant tres campionats nacionals de ciclocròs, el 1960, 1962 i 1964 i el subcampionat del món de 1964. El seu germà, René De Clercq, i el seu nebot, Mario De Clercq, també foren ciclistes.

## Palmarès
- 1959
  - 1r al Noordzeecross
  - 1r al Ciclocròs de Zonhoven
- 1960
  -  Campió de Bèlgica de ciclocròs
- 1962
  -  Campió de Bèlgica de ciclocròs
  - 1r al Ciclocròs de Zonhoven
- 1964
  -  Campió de Bèlgica de ciclocròs
- 1965
  - 1r al Noordzeecross